# Station Zabrze
Station Zabrze is een spoorwegstation in de Poolse plaats Zabrze.